# Libertia sessiliflora
Libertia sessiliflora là một loài thực vật có hoa trong họ Diên vĩ. Loài này được (Poepp.) Skottsb. miêu tả khoa học đầu tiên năm 1953.